# Aphelaria complanata
Aphelaria complanata är en svampart som först beskrevs av Cleland, och fick sitt nu gällande namn av R.H. Petersen 1969. Aphelaria complanata ingår i släktet Aphelaria och familjen Aphelariaceae.   Inga underarter finns listade i Catalogue of Life.